# Murray Macbeath
Murray Macbeath   (Glasgow, 30 de juny de 1923 - Warwick, 14 de maig de 2014) va ser un matemàtic escocès.

## Vida i obra
Nascut a Glasgow, la seva família es va traslladar quan el tenia tres anys a Belfast (Irlanda del Nord) on el seu pare era catedràtic de filosofia i lògica. En acabar els estudis secundaris a l'Institut Reial de Belfast, va ingressar a la universitat Queen's de Belfast, en la qual es va graduar en matemàtiques el 1942. Entre 1943 i 1945, durant la Segona Guerra Mundial, va treballar al Hut 7 de Bletchley Park desxifrant els missatges de l'exèrcit japonès, motiu pel qual va aprendre aquest idioma. Acabada la guerra va cursar estudis al Clare College de la universitat de Cambridge i, en acabar-los el 1948, va obtenir una beca per estudiar a la universitat de Princeton en la qual va obtenir el doctorat el 1950, sota la direcció d'Emil Artin.
Retornat a Anglaterra va ser professor successivament del Clare College i de les universitats de Keele i de Dundee, abans de ser nomenat professor titular de la universitat de Birmingham el 1963. El 1979 la va deixar per a ser professor a la universitat de Pittsburgh, en la qual es va retirar el 1990. En retirar-se va tornar al Regne Unit, primer a Fife(Escòcia)), on va ser professor honorari de la universitat de St Andrews, i després a Warwickshire (Anglaterra), on va ser professor honorari de la universitat de Warwick i on va morir el 2014.
Macbeath va publicar una cinquantena d'articles científics. A partir de 1960 el seu camp de recerca es va concentrar en els grups fuchsians i en els grups de Hurwitz. Es va convertir en una autoritat mundial en aquests camps, en els quals va demostrar notables teoremes.